# Championnat du Mexique de football 1957-1958
Navigation
Saison précédente Saison suivante
La Primera División 1957-1958 est la quinzième édition de la première division mexicaine.
Lors de ce tournoi, le Chivas de Guadalajara a tenté de conserver son titre de champion du Mexique face aux treize meilleurs clubs mexicains.
Chacun des quatorze clubs participant au championnat était confronté deux fois aux treize autres.

## Les 14 clubs participants
| \| Mexico: Club América CF Atlante Club Necaxa Guadalajara: CF Atlas Chivas de Guadalajara Oro de Jalisco CF Tampico Club Deportivo Cuautla Club Deportivo Zamora I Zacatepec Oro Morelia / Deportivo Toluca FC FC León Mexico Guadalajara Deportivo Irapuato \| Localisation des clubs engagés dans le championnat. |
| Mexico: Club América CF Atlante Club Necaxa Guadalajara: CF Atlas Chivas de Guadalajara Oro de Jalisco CF Tampico Club Deportivo Cuautla Club Deportivo Zamora I Zacatepec Oro Morelia / Deportivo Toluca FC FC León Mexico Guadalajara Deportivo Irapuato                                                           |

| Club                        | Stade                          | Capacité          | Ville                |
| Club América                | Stade Olímpico Universitario   | 62 214            | Mexico               |
| CF Atlante                  | Stade inconnu                  | Capacité inconnue | Mexico               |
| CF Atlas                    | Stade Felipe Martínez Sandoval | 10 000            | Guadalajara          |
| Club Deportivo Cuautla (en) | Stade Isidro Gil Tapia         | 3 200             | Cuautla              |
| Chivas de Guadalajara       | Stade Felipe Martínez Sandoval | 10 000            | Guadalajara          |
| Deportivo Irapuato          | Stade inconnu                  | Capacité inconnue | Irapuato             |
| Oro de Jalisco              | Stade Felipe Martínez Sandoval | 10 000            | Guadalajara          |
| FC León                     | Stade inconnu                  | Capacité inconnue | León                 |
| Oro Morelia                 | Campo Morelia                  | Capacité inconnue | Morelia              |
| Club Necaxa                 | Parque Oblatos                 | Capacité inconnue | Mexico               |
| CF Tampico                  | Stade inconnu                  | Capacité inconnue | Tampico              |
| Club Toluca                 | Stade Nemesio Díez             | 27 000            | Toluca               |
| Zacatepec                   | Stade Coruco Díaz              | 16 000            | Zacatepec de Hidalgo |
| Club Deportivo Zamora (en)  | Stade Moctezuma                | Capacité inconnue | Zamora               |

## Compétition
Les quatorze équipes s'affrontent à deux reprises selon un calendrier tiré aléatoirement.
Le classement est établi sur l'ancien barème de points (victoire à 2 points, match nul à 1, défaite à 0).
Le départage final se fait selon les critères suivants si le titre ou la relégation sont en jeu :
- Le nombre de points.
- Un match de départage.

Sinon le départage final se fait selon les critères suivants :
- Le nombre de points.
- La différence de buts générale.
- La différence de buts particulière.
- Le nombre de buts marqué à l'extérieur.
- Le tirage au sort.

### Classement
| Rang | Équipe                         | Pts | J  | G  | N | P  | Bp | Bc | Diff |
| ---- | ------------------------------ | --- | -- | -- | - | -- | -- | -- | ---- |
| 1    | Zacatepec                      | 39  | 26 | 17 | 5 | 4  | 44 | 24 | +20  |
| 2    | Club Toluca                    | 34  | 26 | 14 | 6 | 6  | 60 | 29 | +31  |
| 3    | Chivas de Guadalajara (T)      | 33  | 26 | 14 | 5 | 7  | 48 | 27 | +21  |
| 4    | CF Atlas                       | 32  | 26 | 12 | 8 | 6  | 47 | 41 | +6   |
| 5    | FC León (C)                    | 29  | 26 | 11 | 7 | 8  | 40 | 32 | +8   |
| 6    | CF Atlante                     | 27  | 26 | 10 | 7 | 9  | 49 | 37 | +12  |
| 7    | Club Deportivo Zamora (en) (P) | 25  | 26 | 9  | 7 | 10 | 44 | 47 | -3   |
| 8    | Deportivo Irapuato             | 23  | 26 | 7  | 9 | 10 | 40 | 45 | -5   |
| 9    | Oro de Jalisco                 | 22  | 26 | 8  | 6 | 12 | 41 | 53 | -12  |
| 10   | Club América                   | 22  | 26 | 8  | 6 | 12 | 33 | 45 | -12  |
| 11   | Club Necaxa                    | 21  | 26 | 7  | 7 | 12 | 36 | 51 | -15  |
| 12   | Oro Morelia (P)                | 21  | 26 | 7  | 7 | 12 | 35 | 54 | -19  |
| 13   | Club Deportivo Cuautla (en)    | 19  | 26 | 5  | 9 | 12 | 32 | 47 | -15  |
| 14   | CF Tampico                     | 17  | 26 | 5  | 7 | 14 | 22 | 39 | -17  |

| Légende : Qualifications et relégations | Légende : Qualifications et relégations                                                              |
| --------------------------------------- | --- |
|                                         | Relégué en Primera División A                                                                        |
|                                         | (T) : Tenant du titre (C) : Vainqueur de la Copa México 1957-1958 (P) : Promu de la saison 1956-1957 |

## Bilan du tournoi
| Tableau d'Honneur    |           |
| Compétition          | Vainqueur |
| Primera División     | Zacatepec |
| Copa México          | FC León   |
| Campeón de Campeones | Zacatepec |

| Promotions et relégations     |                  |
| Relégué en Primera División A | CF Tampico       |
| Promu de Primera División A   | Club Celaya (en) |